# 凯茜·墨菲
凯茜·格雷丝·墨菲（英語：Casey Grace Murphy，1996年4月25日—），美国職業女子足球运动员，司職門將，現效力國家女子足球聯賽球隊北卡羅萊納勇氣及美國國家女子足球隊。她曾代表美国参加2024年夏季奥林匹克运动会足球比赛，获得一枚金牌。